# Орлово (Новосибірська область)
Орлово (рос. Орлово) — присілок у Венгеровському районі Новосибірської області Російської Федерації.
Входить до складу муніципального утворення Ключевська сільрада. Населення становить 170 осіб (2010).

## Історія
Згідно із законом від 2 червня 2004 року органом місцевого самоврядування є Ключевська сільрада.

## Населення
| 2002 | 2007 | 2010 |
| ---- | ---- | ---- |
| 240  | ↘180 | ↘170 |